# Anita Kaplan
Anita Lynn Kaplan, coniugata Fiedel (22 aprile 1973), è un'ex cestista statunitense, professionista nella ABL.

## Palmarès
- Campionessa NCAA (1992)